# 五里木站
五里木站是位于黑龙江省肇东市五里木村的一个铁路车站，邮政编码151104。车站建于1900年，有滨洲铁路经过该站，现办理货运业务，不办理客运业务，车站及其上下行区间均未电气化。车站距离哈尔滨站84公里，隶属哈尔滨铁路局，是四等站。